# Alcolea de Tajo (kommunhuvudort)
Alcolea de Tajo är en kommunhuvudort i Spanien.   Den ligger i provinsen Toledo och regionen Kastilien-La Mancha, i den centrala delen av landet, 140 km sydväst om huvudstaden Madrid. Alcolea de Tajo ligger 354 meter över havet och antalet invånare är 822.
Terrängen runt Alcolea de Tajo är platt åt nordväst, men åt sydost är den kuperad.Runt Alcolea de Tajo är det mycket glesbefolkat, med 6 invånare per kvadratkilometer. Närmaste större samhälle är Oropesa, 12,2 km norr om Alcolea de Tajo. Trakten runt Alcolea de Tajo består till största delen av jordbruksmark.